# Stade bordelais – ASPTT
 (octobre 2019).
Ne doit pas être confondu avec Stade bordelais omnisports ou ASPTT Bordeaux.
Le Stade bordelais ASPTT (SBA) est un club omnisports français, né en juillet 2013 de la fusion du Stade bordelais et de l'ASPTT Bordeaux. L'union prend fin en octobre 2018.
Le SBA comprend 28 sections sportives et activités de loisirs : aïkido, athlétisme, badminton, basket-ball, BMX, cyclotourisme, éveil sportif, fitness, football, gymnastique, golf, judo, kajukenbo, marche nordique, montagne, muay-thaï, pétanque, plongée sous-marine, randonnée pédestre, rugby à XV, ski-snow, taekwondo, tennis, ultimate frisbee, voile croisière et zumba-bokwa-hip hop.

## Historique
Le club est fondé le 10 juillet 2013, résultant de la fusion de la fusion du Stade bordelais et de l'ASPTT Bordeaux.
Il organise le Marathon de Bordeaux Métropole depuis sa première édition en avril 2015.
Néanmoins, l'ASPTT choisit de se retirer en octobre 2018[réf. à confirmer] et de reprendre son indépendance afin de rejoindre la Fédération sportive des ASPTT ; le Stade bordelais continue également son activité.